# Carl Spitteler
Carl Friedrich Georg Spitteler (ps. Carl Felix Tandem; ur. 24 kwietnia 1845 w Liestal, zm. 29 grudnia 1924 w Lucernie) – szwajcarski pisarz i poeta niemieckojęzyczny, przedstawiciel neoklasycyzmu, laureat Nagrody Nobla w dziedzinie literatury za rok 1919 r.

## Życiorys
Urodził się 24 kwietnia 1845 w Liestal jako pierwszy z trzech synów sędziego Karla Spittelera i jego żony Anny Dorothei Spitteler-Brodbeck. W młodości często przebywał w domu rodzinnym przyjaciela Josepha Victora Widmanna, w parafii Liestal. Uczył się w gimnazjum humanistycznym w Bazylei, gdzie jego nauczycielami byli Jacob Burckhardt i Wilhelm Wackernagel. Zgodnie z wolą ojca studiował prawo w Bazylei, jednak po dwóch semestrach przerwał studia i opuścił rodzinny dom. Przez trzy tygodnie wędrował prawie bez pieniędzy po północnej, północno–wschodniej i centralnej Szwajcarii. Schronienie znalazł w Lucernie, gdzie przebywał przez prawie dziesięć miesięcy. Po pojednaniu z ojcem studiował od 1865 roku teologię ewangelicką w Zurychu, następnie w latach 1867–69 w Heidelbergu. W latach 1871 –1879 pracował jako prywatny nauczyciel w Petersburgu i w Finlandii. W 1879 roku wrócił do Szwajcarii i do 1881 roku uczył w szkole dla dziewcząt w Bernie, później w La Neuveville, a również jako dziennikarz w Bazylei i felietonista w Neue Zürcher Zeitung w Zurychu. W 1892 r. osiadł w Lucernie. W 1893 roku odziedziczył  spadek po zmarłym teściu, zamieszkał z rodziną w Lucernie i zaczął pracować jako niezależny pisarz.
W 1905 roku otrzymał tytuł doktora honoris causa na uniwersytecie w Zurychu, a w 1915 na uniwersytecie w Lozannie. W 1915 otrzymał nagrodę Grosser Schillerpreis przyznawaną przez Schweizerische Schillerstiftung.
14 grudnia 1914 roku wygłasza słynną mowę Unser Schweizer Standpunkt, w której apeluje do obywateli Szwajcarii o neutralność w obliczu wojny. Tekst ukazał się wkrótce w Neue Zürcher Zeitung i był rozpowszechniany w tłumaczeniu na języki francuski, włoski, retoromański. W niektórych kręgach wystąpienie Spittelera wywołało znaczne kontrowersje. Szczególnie w Niemczech pisarz popadł w niełaskę, co było przeszkodą w procesie decyzji o przyznaniu mu literackiej nagrody Nobla. Nagrodę tę  przyznano mu jako pierwszemu Szwajcarowi dopiero w 1920 roku (za rok 1919). 
Carl Spitteler zmarł 29 grudnia 1924 roku w Lucernie i został pochowany na miejskim cmentarzu Friedental.
W latach 1871–1879 przebywał w Rosji oraz Finlandii, gdzie pracował jako prywatny nauczyciel, następnie wrócił do Szwajcarii. Po powrocie pracował jako nauczyciel oraz dziennikarz, współpracował z wieloma pismami, m.in. z Neue Zürcher Zeitung oraz Der Kunstwart.

## Twórczość
Jego debiutanckim utworem (1880/81) był dwutomowy epos Prometheus und Epimetheus, w którym nawiązuje do antycznego mitu Prometeusza. Pisarz odszedł tutaj od powszechnego nurtu realizmu, wpisując się w nurt nowoczesnej sztuki narracji w literaturze szwajcarskiej.. Widoczne są nawiązania do Artura Schopenhauera i Fryderyka Nietzschego. Jego pierwsze dzieło, ale również kolejne utwory liryczne, pozostały jednak w dużej mierze bez echa. Dobre recenzje zyskał dopiero wielki epos Olimpijska wiosna (Olympischer Frühling) (1900–1905), w którym postaci i działania z greckiej mitologii autor przeniósł we własny, nowoczesny świat przeżyć.
Uprawiał również prozę. W 1906 roku ukazała się autobiograficzna neoromantyczna powieść Imago  (1906, wyd. pol. 1922), w której ujawnił zainteresowanie młodym ruchem psychoanalitycznym skupionym wokół Sigmunda Freuda i Carla Gustava Junga. Swoją twórczością Spitteler zainspirował  wręcz powstającą na początku XX w. psychoanalizę. Tytuł powieści został wykorzystany dla nazwy czasopisma o stosowaniu psychoanalizy w naukach humanistycznych. Spitteler porusza temat powrotu bohatera do stron ojczystych i analizuje problem odwiecznego rozmijania się pragnień i rzeczywistości. Pisarz nawiązuje tu do form i tematów europejskiej prozy modernistycznej.  „Jest to nie tylko dzieło sztuki, lecz krwawienie serca. Dla mojej historii życia i dla moich biografów będzie to najwartościowszy dokument. We wszystkich pozostałych moich pismach jestem zamaskowany i okryty całunem tajemnicy, tutaj pokazuję najdrobniejsze struny mojej duszy” (list Carla Spittelera do Grete Klinckerfuß z 21 października 1905. Gesammelte Werke, Tom. X, s. 25}. Ponadto jest autorem utworów poetyckich Extramundana (1883), Glockenlieder (1906) i nowel, m.in. Konrad porucznik (1898, wyd. pol. 1925).  W swoim dorobku ma Spitteler również autobiografię Meine frühestem Erlebnisse (1913) oraz eseje i szkice.